# 2025 у Тернопільській області
| Роки в Тернопільській області: ← · 2000 · 2001 · 2002 · 2003 · 2004 · 2005 · 2006 · 2007 · 2008 · 2009 · 2010 · 2011 · 2012 · 2013 · 2014 · 2015 · 2016 · 2017 · 2018 · 2019 · 2020 · 2021 · 2022 · 2023 · 2024 · 2025 Див. також: XIX століття · XX століття |

2025 рік у Тернопільській області:
- Рік Івана Пулюя[1].
- Рік Андрея Шептицького[2].

## Міста-ювіляри
- 650 років від часу заснування міста Бережани (1375)
- 575 років від часу заснування міста Почаїв (1450)

## Річниці

### Річниці заснування, утворення
- 9 серпня — 220 років від часу заснування Бережанської гімназії (1805)

### Річниці від дня народження
- 1 січня — 60 років від дня народження українського історика, краєзнавця, педагога, публіциста, громадського діяча Володимира Ханаса (нар. 1966)
- 7 січня
  - 80 років від дня народження українського журналіста, письменника, громадського діяча Богдана Грабовського (нар. 1945)
  - 70 років від дня народження українського письменника, правознавця Анатолія Сивирина (1955—2011)
- 30 січня — 60 років від дня народження українського поета, прозаїка, громадського діяча, військовика Бориса Гуменюка (нар. 1965)
- 2 лютого — 180 років від дня народження українського ученого, фізика, електротехніка, винахідника, громадського діяча Івана Пулюя (1845—1918)
- 20 лютого
  - 120 років від дня народження українського письменника, публіциста, редактора, громадсько-політичного діяча Уласа Самчука (1905—1987)
  - 75 років від дня народження українського літератора, радіожурналіста Ярослава Бензи (1950—2010)
- 13 березня — 100 років від дня народження української літераторки, учасниці національно-визвольних змагань, громадської діячки Марії Степанівни Штепи (1925—2020)
- 16 березня — 50 років від дня народження українського поета, прозаїка, автора-виконавця пісень Сергія Синюка (нар. 1975)
- 27 березня — 75 років від дня народження українського педагога, краєзнавця, громадського діяча Степана Колодницького (нар. 1950)
- 28 березня — 85 років від дня народження українського поета, прозаїка, публіциста, громадського діяча Степана Бабія (нар. 1940)
- 31 березня — 90 років від дня народження української поетеси, громадської діячки Галини Гордасевич (1935—2001)
- 10 травня — 60 років від дня народження українського письменника, лікаря Олексія Волкова (нар. 1965)
- 26 травня — 180 років від дня народження українського публіциста, громадського, культурного, політичного, освітнього  діяча, мецената Володислава Федоровича (1845—1917)
- 29 травня — 70 років від дня народження української педагогині, письменниці Жанни Юзви (нар. 1955)
- 31 травня — 120 років від дня народження українського художника Андрія Наконечного (1905—1983)
- 1 червня — 70 років від дня народження українського поета, перекладача, лікаря Йосипа Свіжака (нар. 1955)
- 10 червня — 70 років від дня народження української бібліотекарки, громадської діячки Ольги Тракало (нар. 1955)
- 16 липня — 60 років від дня народження української письменниці, журналістки Анни-Віталії Палій (нар. 1965)
- 18 липня — 65 років від дня народження українського бібліотекаря-бібліографа, громадського та культурного діяча Василя Вітенка (1960—2024)
- 25 липня — 60 років від дня народження українського письменника, педагога, громадського діяча Богдана Манюка (нар. 1965)
- 28 липня — 70 років від дня народження української письменниці, громадської діячки, лікарки Лесі Романчук-Коковської (нар. 1955)
- 1 серпня — 100 років від дня народження українського поета, перекладача, драматурга Петра Тимочка (1925—2005)
- 10 серпня — 70 років від дня народження українського поета, публіциста, громадського діяча Івана Потія (нар. 1955)
- 26 серпня — 70 років від дня народження української письменниці, краєзнавиці, редакторки Ірини Дем'янової (нар. 1955)
- 31 серпня — 75 років від дня народження українського науковця, літератора, перекладача Романа Ладики (нар. 1950)
- 1 вересня — 100 років від дня народження українського ученого в галузі фізики, громадсько-політичного діяча Ігоря Юхновського (1925—2024)
- 2 вересня — 50 років від дня народження українського педагога, науковця, історика, громадсько-політичного діяча, військовослужбовця ЗСУ Любомира Левковича Крупи (1975—2023)
- 19 вересня — 75 років від дня народження українського громадсько-політичного діяча, публіциста, літературознавця, педагога Володимира Колінця (1950—2020)
- 1 жовтня — 75 років від дня народження українського мистецтвознавця, фольклориста, педагога, диригента, культурно-громадського діяча Олега Смоляка (нар. 1950)
- 5 жовтня — 70 років від дня народження українського поета, громадсько-культурного діяча Богдана Андрусяка (1955—2024)
- 8 жовтня — 100 років від дня народження українського хорового диригента, композитора, фольклориста, есеїста, педагога, громадсько-культурного діяча Степана Стельмащука (1925—2011)
- 16 жовтня — 100 років від дня народження українського художника, реставратора Діонізія Шолдри (1925—1995)
- 22 жовтня — 100 років від дня народження українського краєзнавця, літературознавця, фольклориста, етнографа, бібліографа, мистецтвознавця Петра Медведика (1925—2006)

### Перебували на Тернопільщині
- 10 лютого — 130 років від дня народження полковника Легіону Українських січових стрільців та Армії УНР, дипломата,  поета Василя Вишиваного (справжнє ім'я та прізвище — Вільгельм Франц Йозеф Карл фон Габсбург-Лотаринзький) (1895—1948)
- 12 червня — 200 років від дня народження краєзнавця, археолога, історика, геральдиста, колекціонера Антонія Шнайдера (1825—1880)
- 29 липня — 160 років від дня народження церковного та громадського діяча, Митрополита Української греко-католицької церкви, мецената Андрея Шептицького (1865—1944)